# Rivière du Grand Pabos Sud
Pour les articles homonymes, voir Pabos.
La rivière du Grand Pabos Sud coule dans la région administrative de la Gaspésie-Îles-de-la-Madeleine, au Québec, au Canada. Cette rivière coule successivement dans les cantons de :
- Weir (ex-comté de Bonaventure), dans le territoire non organisé de Rivière-Bonaventure, dans la MRC de Bonaventure ;
- Randin (ex-comté de Gaspé-Est), dans le territoire non organisé de Mont-Alexandre, dans la MRC Le Rocher-Percé.

La rivière du Grand Pabos Sud coule vers l'Est jusqu'à la rive Ouest de la rivière du Grand Pabos ; cette dernière coule à son tour vers le sud, jusqu'à la rive nord de la Baie-des-Chaleurs qui s'ouvre vers l'est sur le golfe du Saint-Laurent.

## Géographie
La rivière du Grand Pabos Sud prend sa source de ruisseaux de montagne, dans la partie nord du canton de Weir, dans le territoire non organisé de Rivière-Bonaventure. Cette source draine le bassin versant à l'est de la ligne de départage des eaux avec le versant de la rivière Reboul laquelle coule vers l'ouest jusqu'à la rive Est de la rivière Bonaventure. La source de la rivière du Grand Pabos Sud est située à :
- 1,0 km au Sud de la limite du canton de Guéguen ;
- 2,9 km à l'Est de la limite du canton de Honorat ;
- 14,9 km à l'Ouest de la confluence de la "rivière du Grand Pabos Sud" ;
- 40,6 km au Nord-Ouest de la confluence de la "rivière du Grand Pabos".

À partir de sa source, la rivière du Grand Pabos Sud coule plus ou moins en parallèle sur le côté Nord de la partie supérieure de la rivière du Grand Pabos Ouest. La rivière du Grand Pabos Sud coule sur environ 9 km surtout en milieu forestier et montagneux, répartis selon les segments suivants :
- 1,6 km vers le Nord-Est, jusqu'à la confluence du ruisseau McCallum (venant du Nord) ;
- 8,4 km vers le Nord-Est en recueillant les eaux d'environ 14 ruisseaux, jusqu'à la limite du canton de Randin ;
- 2,4 km vers le Nord-Est en serpentant jusqu'à la confluence du ruisseau Sutton (venant du Nord-Ouest) ;
- 1,0 km vers le Sud-Est, jusqu'à la confluence du ruisseau de la Coulée Lejeune (venant de l'Ouest) ;
- 4,4 km vers le Nord-Est en serpentant jusqu'à la confluence du ruisseau Grenon (venant de l'Ouest) ;
- 0,9 km vers l'Est, jusqu'à sa confluence[2].

La moitié inférieur du cours de la rivière constitue la limite Nord de la Zec des Anses. La "rivière du Grand Pabos Sud" se déverse sur la rive Ouest de la rivière du Grand Pabos. Cette confluence est située à 0,5 km en amont de la confluence du ruisseau Orignal.

## Toponymie
Le terme Pabos provient du terme "Papôgotj" ou "Papôg" de la langue Micmac signifiant "eaux tranquille".
Le toponyme Rivière du Grand Pabos Sud a été officialisé le 5 décembre 1968 à la Commission de toponymie du Québec.